# Guillermo Mesquida

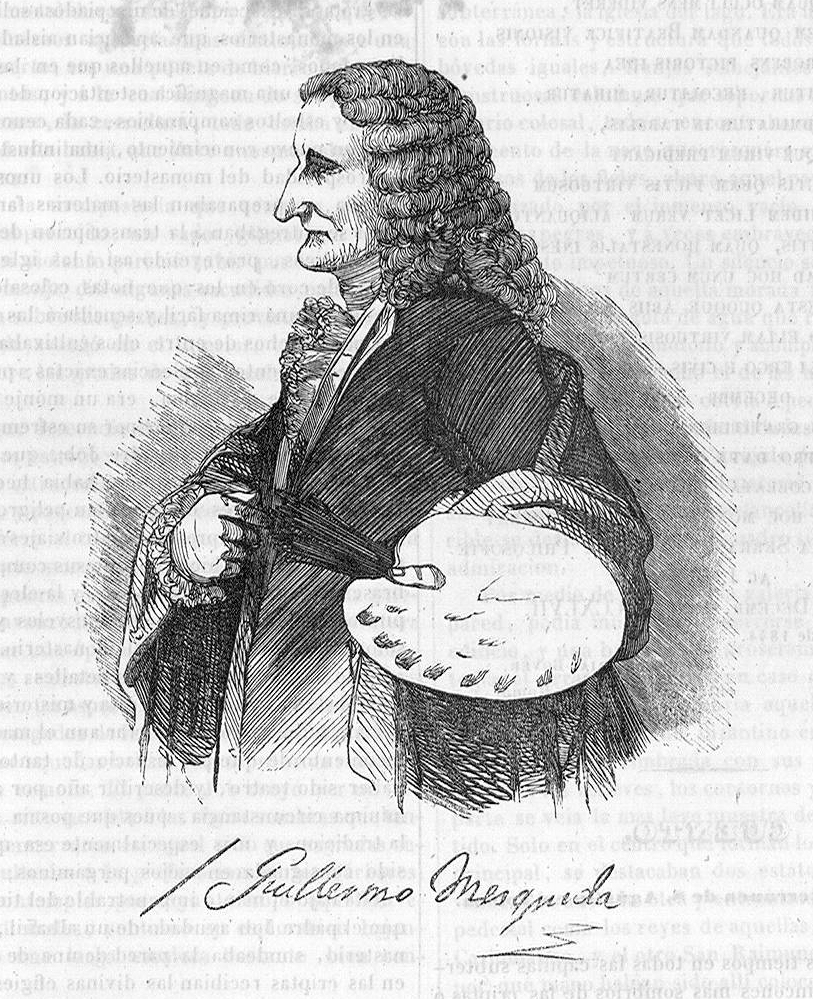
Retrato de Mesquida en el Semanario Pintoresco Español

Guillermo Mesquida, en catalán Guillem Mesquida i Munar (Palma de Mallorca, 1675-1747) fue un pintor barroco español. Pintor fecundo, cultivó la pintura religiosa y mitológica, el retrato, la alegoría y los bodegones florales.

## Biografía y obra

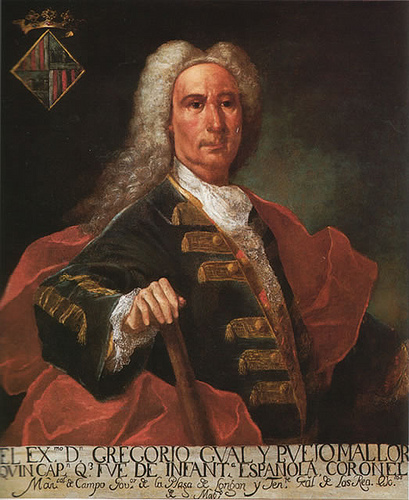
Retrato de Gregorio Gual y Pueyo, Palma de Mallorca, Ayuntamiento.

Según Ceán Bermúdez, quien se sirvió de la información proporcionada por una hija del pintor, Guillermo Mesquida fue bautizado en la parroquia de San Miguel de Palma de Mallorca el 5 de abril de 1675. Hijo de Francisco Mesquida y Margarita Munar, mercaderes, sus padres le pusieron pronto a estudiar pintura con un mediocre artista local. Antes, con solo ocho años, recibió la tonsura clerical aunque nada indica que siguiese la carrera eclesiástica. En 1693 marchó a Roma donde entró a trabajar en el taller de Carlo Maratta. Tópicamente Ceán afirma que lo «imitó tan exactamente, que se equivocaban las obras de ambos». En Roma, donde permaneció hasta 1698, es posible que estudiase también con Benedetto Luti y, según una relación manuscrita de sus obras, redactada por él mismo en italiano, pintó 57 cuadros, entre ellos un retrato del papa y un autorretrato.
De Roma marchó a Venecia, según Ceán para perfeccionarse en la pintura de animales con un pintor del que no da el nombre; pasó luego a Bolonia para estudiar la pintura de los Carracci, y de nuevo a Venecia, donde residió por espacio de siete años. En 1710 retornó por un corto espacio de tiempo a Mallorca, donde se ocupó de la decoración del palacio del marqués de Campo Franco. Aquí, según la citada relación de sus trabajos, pintó en apenas dos años otros 58 cuadros. A finales de 1711 se encontraba de nuevo en Venecia donde contrajo matrimonio con Isabel Massoni, que se dice de ilustre familia veneciana aunque nacida en Bruselas, con la que tuvo cinco hijos. Maximiliano II, elector de Baviera, le nombró su pintor de cámara en 1723, cargo que ocupó hasta la muerte de su protector en 1726. Pasó luego a servir a uno de los hijos de este, Clemente Augusto, príncipe-arzobispo de Colonia. Aquí pintó en algunas estancias del palacio arzobispal y en la catedral, al fresco, algunas pinturas de la historia de los Reyes Magos desaparecidas cuando en el siglo XIX se decidió devolver a la catedral su aspecto gótico. Tras enviudar, retornó a Mallorca en 1739 y aquí murió el 27 de noviembre de 1747, siendo enterrado en la sepultura de los Munar en el convento de San Francisco.
Aun cuando, por la calidad de sus maestros, le tenía por pintor de mérito «superior al de los demás pintores de su tiempo en España», en tiempos de Ceán, y aún ahora, nada de su mano había en la península a la vista del público, y la mayor parte de su abundante producción en las islas se encontraba en manos privadas. Así, aun cuando nada suyo había alcanzado a ver, Ceán tenía noticias de algunos cuadros de altar en la catedral de la Ciudad, en parte conservadas, y en la parroquia de Santa Eulalia, donde son  suyas las pinturas del retablo mayor, así como de un retrato del teniente general Gregorio Gual en la Casa Consular. Numerosas pinturas se conservan en Mallorca en poder de particulares, incluyendo retratos, como el ecuestre de Nicolau Berga, jarrones con flores y frisos con escenas mitológicas, y en Colonia, en el que fue palacio arzobispal, cuatro pinturas de la vida de Jesús.